# Disulfoton
El disulfoton és un compost organofosforat anticolinesteràsic utilitzat preferentment com a insecticida. És fabricat per Bayer CropScience amb el nom comercial de Di-Syston.
Des de 2009 està prohibida la seva producció com a insecticida a EEUU tot i que se'n permetia la seva venda fins a l'any 2011.